# Idaea marginata
Idaea marginata är en fjärilsart som beskrevs av Swinhoe 1894. Idaea marginata ingår i släktet Idaea och familjen mätare. Inga underarter finns listade i Catalogue of Life.